# Candice Swanepoel
Candice Susan Swanepoel (Mooi River, 20 ottobre 1988) è una supermodella sudafricana. È una delle testimonial più rappresentative di Victoria's Secret.

## Biografia

### Primi anni
È nata e cresciuta a Mooi River, centro abitato situato a 150 km a nord-ovest di Durban (Sudafrica), in una famiglia di afrikaner di origini olandesi. Suo padre, Willem Swanepoel, è di Mutare (Zimbabwe). Sua madre, Eileen Green, è sudafricana. Ha un fratello maggiore di nome Stephen. Durante l'infanzia ha praticato danza. Candice ha frequentato il collegio diocesano di Sant'Anna nella vicina città di Hilton. È stata scoperta da un talent scout a 15 anni al mercato delle pulci a Durban.

### Modella
Dopo essersi presentata in un'agenzia di moda, alcune sue foto furono inviate all'agenzia Select Model Management che le chiese di presentarsi a Londra. Dopo vari casting a Londra e a New York Candice iniziò a sfilare sulle passerelle in giro per il mondo, all'età di 16 anni era già stata scelta come volto per brand come Fornarina e Top Shop. Con il passare del tempo appare anche sulle copertine di riviste come GQ, Elle, Harper's Bazaar e l'edizione italiana di Vogue. Ha sfilato per Tommy Hilfiger, Dolce e Gabbana, Michael Kors, Donna Karan, Oscar de la Renta, Fendi, Chanel, Diane von Fürstenberg, Stella McCartney, Givenchy, Jean Paul Gaultier, Christian Dior, Blumarine e molti altri.
Dal 2011 è testimonial del profumo Bright Crystal di Versace. Nel 2012 è protagonista della campagna pubblicitaria primavera/estate di Prabal Gurung e autunno/inverno di Tom Ford. Nel 2013 è uno dei volti della campagna miu miu primavera/estate e viene nominata da Forbes la nona modella più pagata al mondo con un compenso di 3.3 milioni di dollari. Nel mese di agosto viene scelta come testimonial di Max Factor, ed è testimonial delle campagne Blumarine e Agua Bendita autunno/inverno 2013/2014.
Nel febbraio 2014 partecipa alla New York Fashion Week aprendo la sfilata di Desigual e sfilando per Alexander Wang, mentre alla San Paulo Fashion Week apre e chiude la sfilata del brand Forum. Nello stesso anno i lettori di Maxim la eleggono la donna più sexy del mondo. L'anno successivo è protagonista insieme ad altri modelli, tra cui Mariacarla Boscono, della campagna primavera/estate di Givenchy, e viene scelta come testimonial dal marchio francese Biotherm. Inoltre viene nominata dalla rivista Forbes l'ottava modella più pagata, con un guadagno di 5 milioni di dollari, ex aequo con le modelle Karlie Kloss, Alessandra Ambrosio e Lara Stone. Nel mese di ottobre diventa testimonial della fragranza Viva La Juicy, sostituendo la modella Sasha Pivovarova. Nel maggio 2016 viene scelta come testimonial del profumo Dahlia Devin di Givenchy. Nell'agosto dello stesso anno viene inserita, dalla rivista Forbes, al sesto posto fra le modelle più pagate, con un guadagno di 7 milioni di dollari, ex aequo con la modella Liu Wen.

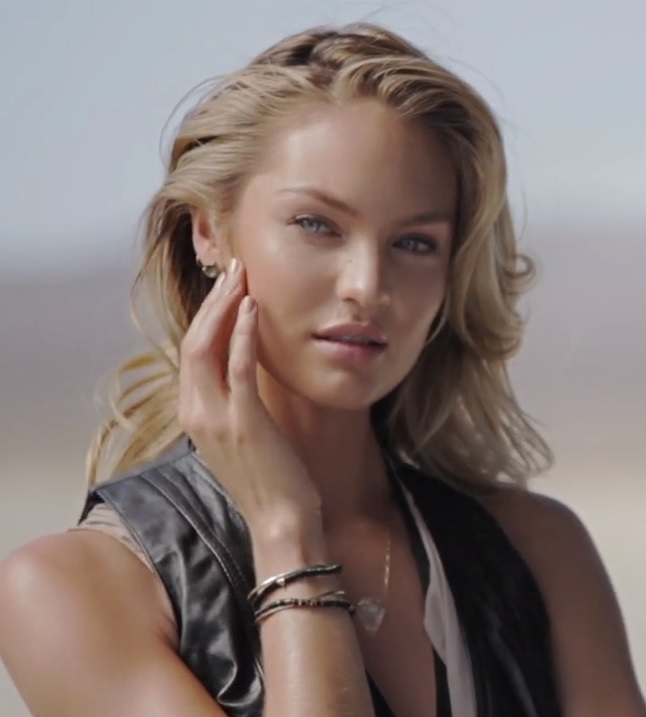
Candice Swanepoel durante una campagna per Max Factor nel 2013.

Nel 2017 è tra le protagoniste della campagna pubblicitaria Mama Said di Gap, insieme al figlio, e di quella autunno/inverno del brand italiano Miss Sixty, immortalata da Terry Richardson a New York. L'anno successivo lancia la Tropic of C, una linea di costumi da bagno disegnati dalla stessa modella, e continua la collaborazione con Miss Sixty.

### Victoria's Secret
Partecipa alle sfilate di Victoria's Secret dal 2007. Diventando un angelo nel 2010, fino al 2018. Nel 2010 è diventata una "Victoria's Secret Angel" e ha posato per il catalogo di costumi del marchio statunitense. Viene scelta per aprire il Victoria's Secret Fashion Show nelle edizioni del 2011, 2013 e 2017. Salta L'edizione del 2016 a causa della gravidanza.
Nel 2013 viene scelta per indossare il Royal Fantasy Bra; creato da Mouawad e completo di cinta in tinta, è ricoperto di ben 4,200 gemme preziose, fra cui rubini, diamanti e zaffiri gialli, incastonati in oro da 18 carati e al centro un pendente composto da un rubino con taglio a goccia da 52 carati, dal valore di 10 milioni di dollari.
Nel 2015 viene scelta dalla casa di moda per apparire nello spot trasmesso durante il Super Bowl accanto alle colleghe Doutzen Kroes, Adriana Lima, Lily Aldridge e Behati Prinsloo, ricreando proprio una partita di Football.

## Vita privata
Parla correntemente l'afrikaans, l'inglese e il portoghese, l'ultimo dei quali lo ha imparato dal suo fidanzato di lunga data, Hermann Nicoli, un modello brasiliano. Si sono incontrati a Parigi quando aveva 17 anni e lui ne aveva 23. Nell'agosto 2015, la coppia ha annunciato il fidanzamento.. Dopo diverse indiscrezioni nate dai social network, la modella ha confermato la separazione dal fidanzato tramite una storia Instagram, nell’agosto del 2019.
Nell'ottobre 2016, ha dato alla luce il loro primo figlio di nome Anacã, a Vitória, Espírito Santo, in Brasile. Nel giugno 2018, ha dato alla luce il loro secondo figlio, Ariel.
A partire dal 2018, divide il suo tempo tra il Brasile e New York City.

## Agenzie
- IMG Models - New York, Parigi, Londra, Sydney
- Elite Model Management - Copenhagen, Barcellona
- MODELWERK - Amburgo
- Munich Models
- Way Model Management - San Paolo

## Campagne pubblicitarie
- Agua Bendita A/I (2013)
- Animale (2019)
- Biotherm (2015-presente)
- Bottletop (2013)
- Blumarine A/I (2013)
- Brian Atwood A/I (2012)
- Carina Duek P/E (2011)
- Colcci P/E (2012)
- Diesel
- El Corte Ingles P/E (2025)
- Forum A/I (2014) P/E (2015)
- Gap (2017)
- Givenchy A/I (2015) P/E (2016)
- Givenchy Jeans A/I (2015)
- Givenchy Dahlia Divin Parfum (2016-2018)
- Guess? (2011)
- Holt Renfrew A/I (2019)
- John Frieda A/I (2012)
- Juicy couture P/E (2013;2016)
- Max Factor (2013-presente)
- Miss Sixty A/I (2017) P/E (2018)
- Miu Miu P/E (2013)
- NAKEDCASHMERE (2020)
- Nike
- Off-White A/I (2021)
- Purple Fashion P/E (2012)
- Prabal Gurung P/E (2012)
- Osmoze (2015)
- Oscar de la Renta A/I (2012)
- Rag & Bone (2012)
- RE: Denim P/E (2014) A/I (2014)
- Skims (2022)
- Swarovski (2012-2013)
- Ralph Lauren
- Thrue Religion P/E (2011)
- Tom Ford A/I (2011/2012)
- Tommy Hilfiger P/E (2020)
- Tropical of C (2018)
- Versace Bright Crystal (2011-2020)
- Versace eyewear (2011)
- Versace Jeans A/I (2012)
- Victoria's Secret (2007-presente)
- Victoria's Secret Angels (2010-presente)
- Viva La Juicy fragrance (2015-presente)
- Woolworths (2014)